# كونفير إكس-6
كونفير إكس-6 (بالإنجليزية: Convair X-6)‏ هي طائرة تجريبية بستة محركات دافعة، وبنيت أستنادا على طائرة كونفير بي-36. وكان المشروع لتطوير وتقييم طائرة تجريبية مقترحة نفاثة تعمل بالطاقة النووية، أنتجت في الولايات المتحدة. من صناعة كونفير. صنع منها طائرة واحدة كنموذج، ولم يحلق ابداً.